# Кишкин, Владимир Александрович
Владимир Александрович Кишкин (1883 — 8 февраля 1938) — заместитель начальника Центросыска НКВД РСФСР, затем заместитель наркома путей сообщения СССР и глава Транспортного отдела (6-й отдел) НКВД СССР.

## Биография
Из древнего рода потомственных дворян Владимирской губернии. В связи со смертью отца (присяжного поверенного) и бедственным положением семьи воспитывался у дяди в Москве; после смерти дяди во время эпидемии вернулся во Владимир, где был отдан матерью на воспитание старушке-прачке (мать платила воспитательнице); воспитывался в семье рабочего Краткова до ареста последнего за революционную деятельность. Окончил юридический факультет Петербургского университета в 1912, во время учёбы сблизился с революционно настроенными студентами. Работая в кузнице Морского инженерного училища потерял глаз. Работал помощником заведующего кинематографической конторой Волкова в Петербурге с мая по октябрь 1912. Дважды подвергался аресту за революционную деятельность в столице. В царской армии вольноопределяющийся прожекторной команды с октября 1915 по октябрь 1917, в бою под Ригой был ранен и попал в германский плен.
Член партии анархистов-коммунистов в 1917, затем с октября 1918 в РКП(б). В 1919 заведующий отделом милиции Петроградского совета, в 1920 член коллегии Петроградского УГРО, в 1921 начальник Петроградского губернского УГРО, заместитель начальника Центророзыска НКВД РСФСР. Начальник районного отдела водно-транспортной ЧК в Нижнем Новгороде, начальник ОД ТЧК Волжского бассейна до июля 1922. Далее начальник секретно-оперативной части транспортного отдела (СОЧ ТО) ГПУ до 1 декабря 1922 и второй заместитель начальника ТО ГПУ — ОГПУ СССР до 1 ноября 1925. В 1923—1926 начальник ДТО ОГПУ Нижегородской железной дороги, начальник ДТО ОГПУ Московско-Курской железной дороги. Помощник начальника ЭКУ ОГПУ СССР. В 1925—1931 помощник, затем заместитель начальника и начальник ТО ОГПУ СССР. В 1931—1933 заместитель наркома путей сообщения СССР А. А. Андреева. В 1933—1935 начальник ТО ОГПУ СССР, начальник ТО ГУГБ НКВД СССР. В 1935—1937 заместитель наркома путей сообщения СССР, начальник группы проверки и исполнения при наркоме путей сообщения СССР Л. М. Кагановиче.
В 1930 году вёл дело художника Казимира Малевича, которого арестовали по обвинению в контрреволюционной пропаганде и в том, что он является «германским шпионом». В декабре того же года по настоянию Кишкина В.А. художник был освобождён.
Арестован 17 июля 1937 по обвинению в участии в контрреволюционной террористической повстанческой организации (статьи 58-8, 58-2, 58-11). 8 февраля 1938 приговорён ВКВС СССР как «троцкист» к высшей мере наказания и расстрелян на Бутовском полигоне. 7 июля 1956 посмертно реабилитирован ВКВС СССР, дело прекращено за отсутствием состава преступления.

### Адрес
Москва, Сретенка, Пушкарёв переулок, дом 8/10, квартира 56.

### Звания
Комиссар государственной безопасности 2-го ранга

### Награды
- орден Красного Знамени[5] (09.01.1922);
- орден Красного Знамени (22.10.1930);
- орден Ленина (27.03.1932);
- знак «Почётный работник ВЧК—ГПУ (V)» № 347;
- знак «Почётный работник ВЧК—ГПУ (XV)» (20.12.1932);
- орден Трудового Красного Знамени (04.04.1936).